# Laval Goupil
Pour les articles homonymes, voir Goupil.
Laval Goupil (1945-2000) était un acteur, un dramaturge et un metteur en scène canadien, s'étant distingué dans le théâtre acadien. Il a écrit en tout une trentaine de pièces, dont Tête d'eau en 1974 et Le Djibou en 1975.

## Biographie
Laval Goupil naît le 15 juillet 1945 à Tracadie ou Shippagan, selon les sources, au Nouveau-Brunswick (Canada). Ses parents sont Émile Goupil (1911-1979) et Andréa Robichaud (1917-2009). Il fréquente toutefois les écoles de Shippagan. Il obtient un baccalauréat en pédagogie de l'Université de Sherbrooke en 1966 ainsi qu'un baccalauréat ès arts en 1970 et une maîtrise en français en 1975, toutes deux de l'Université de Moncton.
Il enseigne durant un an dans le secondaire. Il est aussi animateur de boîtes à chansons mais s'intéresse au théâtre. Il joue dans plusieurs pièces de la troupe de théâtre de l'Université de Moncton puis au Théâtre amateur de Moncton et enfin au Feux chalins, dans la même ville. En 1966, il fonde La Batture à Shippagan, une compagnie de production de spectacles et boîte à chansons. Il est cofondateur en 1974 des Productions de l'Étoile à Caraquet, qui deviennent le Théâtre populaire d'Acadie l'année suivante. Il est cofondateur du Théâtre l'Escaouette de Moncton en 1977.
Sa première pièce, Tête d'eau, est vivement critiquée pour sa remise en question des valeurs traditionnelles et de la structure dramatique. De plus, la pièce s'oppose à La Sagouine d'Antonine Maillet, en n'utilisant pas le vieux français acadien mais une langue moderne et éclatée par l'ajout de néologismes. La pièce est coproduite par les Feux chalins et les Productions de l'Étoile en 1974 au Centre culturel de Moncton,. Il joue le personnage principal, Onil, qui se réfugie dans une monde imaginaire face à une réalité qui l'étouffe et qu'il refuse. La même année, il met lui-même en scène la pièce au nouveau Théâtre populaire d'Acadie (TPA) de Caraquet.
Sa pièce Le Djibou, écrite dans le français acadien du Nord-Est de la province, démontre la réalité d'une famille de pêcheurs. Elle est produite par Les Productions de l'Étoile au Théâtre populaire d'Acadie en 1975 avec une mise en scène de Réjean Poirier,. Cette pièce est à nouveau présentée par le TPA en 1997 sous le titre Le Djibou ou l'Ange déserteur, dans une mise en scène de René Cormier. Elle suscite elle aussi la controverse à cause des rapports entre les personnages et de l'usage du français acadien populaire. 
En 1988, il adapte la pièce québécoise Le Tourniquet sous le titre Le-Rouv'cane ; elle est présentée par le TPA. Sa pièce Jour de grâce, publiée en 1995, est une adaptation du premier roman de Claude Le Bouthillier, L'Acadien reprend son pays.
Il écrit en tout une trentaine de pièces de théâtre a de la difficulté à imposer son œuvre et seulement cinq sont publiées. Ces dernières démontrent toutefois son désir d'ouvrir de nouvelles voies. Il est vice-président du club Les Acadiens en Ville inc. à Montréal de 1990 à 1991. Il y est trésorier trésorier du REMAD de l'UQAM. Il est secrétaire de l'Association France-Acadie de Caraquet en 1997.
Laval Goupil meurt du cancer le 29 mars 2000 à son domicile de Caraquet. Ses funérailles ont lieu le 1er avril 2000 en l'église Saint-Jérôme de Shippagan. Il venait tout juste de terminer sa dernière pièce, James le magnifique, sur le dramaturge James Branch.
La bibliothèque publique de Shippagan, fondée en 1980, porte son nom. En 1996, il est en nomination au prix France-Acadie pour sa pièce Jour de grâce.

## Œuvres
- Laval Goupil, Tête d'eau : pièce en 3 tableaux et 2 finales, Moncton, Éditions d'Acadie, 1974, 64 p.
- Laval Goupil, Le Djibou : pièce en deux actes, Moncton, Éditions d'Acadie, 1975, 94 p.
- Laval Goupil, "François P., agent désinformateur...", texte dramatique, suivi d'une réflexion sur des procédés d'écriture visant à déconstruire un texte réaliste [microforme] : mémoire présenté comme exigence partielle de la maîtrise en art dramatique, Montréal, Université du Québec à Montréal, service des archives, 1992 (ISBN 2-7638-0438-1)
- Laval Goupil, Jour de grâce : théâtre, Tracadie-Sheila, Éditions La Grande Marée, 1995, 103 p. (ISBN 2-921722-09-7)
- Laval Goupil, Le djibou, ou, L'ange déserteur [« Le Djibou »], Tracadie-Sheila, Éditions La Grande Marée, 1997 (1re éd. 1975), 97 p. (ISBN 2-921722-12-7)
- Laval Goupil, James le magnifique, Tracadie-Sheila, Éditions La Grande Marée, 2000, 116 p. (ISBN 2-921722-21-6)